# イグナシオ・コロネル・ビジャレアル
イグナシオ・コロネル・ビジャレアル（スペイン語: Ignacio Coronel Villarreal、1954年2月1日 - 2010年7月29日）は、メキシコの麻薬カルテル「シナロア・カルテル」の最高幹部。ドゥランゴ州カネーラスで発生したメキシコ軍との銃撃戦で死亡した。